# مریجه
مَریجه (در عربی: المريجة) نام یکی از بازارها و مراکز بازرگانی در شارجه واقع در امارات متحده عربی است. مریجه در اصل نام یکی از محله‌های بسیار قدیمی شارجه می‌باشد. در زمان قدیم امارت شارجه تنها از ۴ محله تشکیل شده بود به نام‌های:
- المریجه
- الشیوخ
- الشرق
- میسلون

در قدیم در نزدیکی مریجه بازاری بسیار معروف بوده به نام بازارالعرصة  که در آن کالاهایی که از مناطق دور و با بار شتر می‌آمده دادوستد می‌شده‌است. این بازار را شهرداری شارجه با همان شکل قدیمیش بازسازی کرده و امروزه نیز کالاهائی تقریباً مانند همان کالاهائی که در آن زمان در این بازار خرید و فروش می‌شده در بازار «العرصة» موجود است.
دورترین نقطه آباد امارت شارجه در آن دوران واحه ذید بوده‌است که در حدود ۶۰ کیلومتر از شهر شارجه فاصله دارد و در ناحیه جنوب شارجه واقع شده‌است، این واحه در ۴۰ کیلومتری شمال امارت فجیره قرار دارد. واحه ذید دارای زمین‌های حاصلخیز کشاورزی است و آب چاهایش شیرین است.

## منبع
- دکتر: المجد، کمال، احمد،  دولة الامارات العربیة المتحدة، دراسة مسحیة شاملة،  شرکه المصریة للطباعة والنشر: قاهره، چاپ اول، انتشار سال ۱۹۷۸ میلادی. (به عربی).